# Chris Christenson
 (août 2025).
Si vous disposez d'ouvrages ou d'articles de référence ou si vous connaissez des sites web de qualité traitant du thème abordé ici, merci de compléter l'article en donnant les références utiles à sa vérifiabilité et en les liant à la section « Notes et références ».
Chris I. Christenson, né en 1875 en Norvège et mort en 1943 à Saint Paul (Minnesota), est un patineur artistique américain, champion des États-Unis en 1926.

## Biographie

### Carrière sportive
Chris Christenson est né en Norvège. Il émigre avec sa famille aux États-Unis à l'âge de huit ans, s'installant d'abord dans le Wisconsin et plus tard à Saint Paul dans le Minnesota. Il commence le patinage artistique tardivement en 1914 à 39 ans. Il rejoint le Twin City Figure Skating Club (qui est devient le Figure Skating Club de Minneapolis en 1929). 
Il participe à plusieurs championnats des États-Unis dans les années 1920. Il remporte la victoire nationale à Boston en 1926 à l'âge de 51 ans, ce qui fait de lui le patineur masculin américain le plus âgé à remporter le titre national en individuel.
Il ne participe jamais, ni aux championnats nord-américains, ni aux mondiaux, ni aux Jeux olympiques.

## Palmarès
| Compétitions en individuel                        | 1921 | 1922 | 1923 | 1924 | 1925 | 1926 | 1927 |
| Jeux olympiques d'hiver                           |      |      |      |      |      |      |      |
| Championnats du monde                             | CA   |      |      |      |      |      |      |
| Championnats d'Amérique du Nord                   |      |      |      |      |      |      |      |
| Championnats des États-Unis                       | 4e   | F    | 2e   | 3e   | 4e   | 1er  | 4e   |
| Légende : F = Forfait ; CA = Championnats annulés |      |      |      |      |      |      |      |